# Giustizia militare
La  giustizia militare indica  la giurisdizione esercitata dalla magistratura militare presso i tribunali militari per i reati militari commessi da appartenenti alle forze armate di uno Stato. 

## Organizzazione
A livello amministrativo trova la sua collocazione nell'ambito di un dicastero preposto. In alcuni Stati del mondo i magistrati militari possono essere civili, in altri sono appartenenti alle forze armate. In caso di guerra alcuni ordinamenti prevedono un apposito tribunale, denominato corte marziale.

## Competenza
Si occupa di perseguire i reati militari, avvalendosi della polizia militare, l'azione e l'istruttoria penale è promossa dalla magistratura militare.  A seconda se uno Stato si trova in tempo di pace o in stato di guerra può trovare applicazione una differente normativa.

## Le sanzioni
Tra le pene che possono essere comminate dalla, oltre che detentive e pecuniarie vi sono la degradazione di un militare, ma anche la sua radiazione dal corpo o una pena detentiva in un carcere militare.

## Nel mondo

### Italia
L'organizzazione della magistratura militare italiana è stata riformata ai sensi della legge 24 dicembre 2007 n. 244, successivamente le circoscrizioni giudiziarie, i tribunali e la loro composizione e le aree territoriali di giurisdizione sono disciplinate dal I libro, II titolo, capo VI del d.lgs 15 marzo 2010, n. 66.

### Stati Uniti d'America
Il Judge Advocate General's Corps indica la branca legale (giudici e avvocati) di tutte le forze armate degli Stati Uniti d'America.
Lo United States Marine Corps e la US Coast Guard non hanno un corpo specifico giudiziario ma una divisione interna, competenti nella quale sono i line officer ed i warrant officer.